# 凯尼伯 (南达科他州)
凯尼伯（英語：Kennebec），是美国南达科他州下属的一座城市。根据2010年美国人口普查，该市有人口244人。论人口在本州排行第166。